# Samsun 19 Mayıs stadion
A Samsun 19 Mayıs stadion (törökül Samsun 19 Mayıs Stadyumu, magyarosan Samsuni Május 19-e Stadion) többféle sportesemény megrendezésére alkalmas stadion Samsunban, Törökországban. A Samsunspor labdarúgócsapata itt rendezi hazai mérkőzéseit, nevét a Török Köztársaság megalapítójának és első elnökének, Mustafa Kemal Atatürk Gergely-naptár szerinti születési dátumáról kapta.
A pálya felülete füves, amit gumiborítású futópálya vesz körül, és akrilüveg-kerítésen keresztül választja el a körbefutó lelátót a játéktértől. 2008-ban történt felújítása és kibővítése óta a nézők csak fedett ülőhelyen foglalhatnak helyet, a stadion befogadóképessége 19 720 néző. A pálya saját megvilágítással rendelkezik, így esti mérkőzések megrendezésére is alkalmas. Színes LCD-eredményjelző tájékoztatja a szurkolókat a mérkőzések legfontosabb adatairól, így a vonalkódos beléptetőrendszernek köszönhetően az aktuális nézőszámról is.
Az Európai Labdarúgó-szövetség által hitelesített stadion.

## Külső hivatkozások
- A stadion adatlapja a worldstadiums.com-on (angolul)